# DKW RT 125
DKW RT 125 — мотоцикл с двухтактным двигателем, производства фирмы DKW в Чо́пау (нем. Zschopau), Германия.
Выпускался с 1939 по 1965 год. различными производителями. «DKW» означает «Dampf Kraft Wagen», но название «Das Kleine Wunder» (с нем. — «Маленькое чудо») является более популярным. «RT» означает «Reichstyp» («национальная модель»). Конструктором мотоцикла был главный конструктор DKW Герман Вебер.

## Устройство
Все модели RT 125 имеют одноцилиндровый двигатель с воздушным охлаждением рабочим объёмом 123 см³ мощностью от 4,75 до 6,5 л. с.(в зависимости от модели) с двухканальной возвратной продувкой Шнюрле. В 1932 году фирма DKW приобрела лицензию Адольфа Шнюрле (A. Schnürle) из фирмы Deutz на метод продувки цилиндра двухтактного двигателя и эксклюзивное право его использования в своих бензиновых двигателях. Это позволило отказаться от использования дефлектора на поршне, повысить эффективность сгорания топлива и мощность двигателя. Таким образом был сконструирован новый революционный двигатель с гладким поршнем, который определил развитие мотоциклетных моторов на много лет вперед.
Двигатель имеет чугунный цилиндр с головкой из алюминия, генератор постоянного тока, аккумулятор, карбюратор с поплавком и игольчатым клапаном. Для двигателя требуется топливо из смеси масла и бензина в соотношение 1: 25, расход топлива в среднем 2,5 литров на 100 км.
Коробка передач в зависимости от исполнения трёх- или четырёхступенчатая. Механизм переключения передач — ножной (редкость для того времени). Сцепление многодисковое, в масляной ванне. Привод на заднее колесо — цепью.
Рама трубчатая, закрытого типа. Передняя вилка параллелограммного типа, заднее колесо неподрессорено.
Максимальная скорость 125 RT от 75 до 90 км/ч (в зависимости от модели), вес около 70 кг.

## История модели

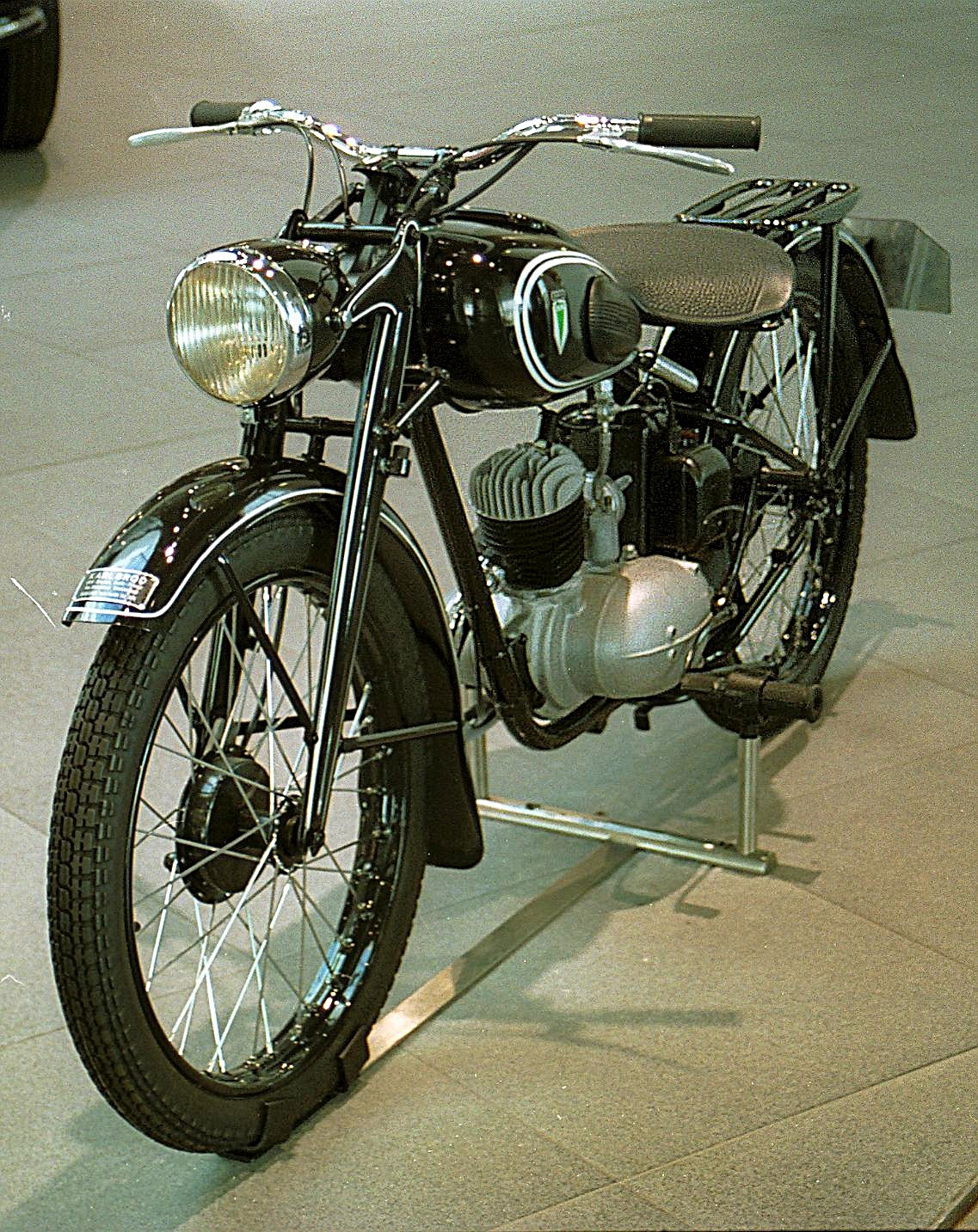
DKW RT 125

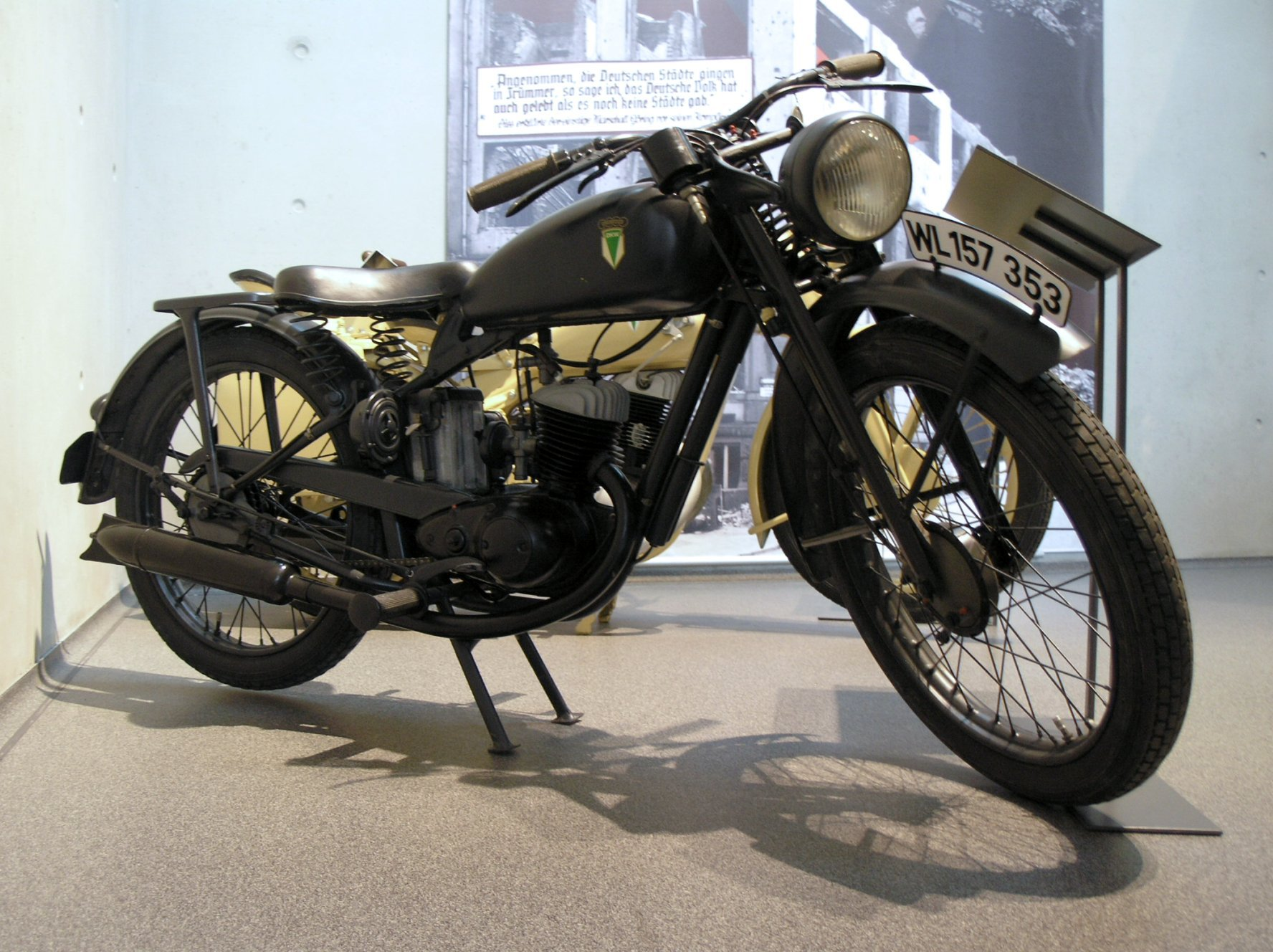
DKW RT 125-1 вермахта, выпускавшийся с 1943 по 1944 год

### Гражданские модели
В 1930 г. DKW впервые применил для двухтактных двигателей цикл продувки, позволивший отказаться от использования дефлектора поршня и повысить эффективность сгорания топлива.
Мотоцикл RT 125 1939 года был основан на РТ 100 1934 года, который известен как RT 2,5 л. с. Этот мотоцикл был сенсацией в классе 100 см³. Стоимость мотоцикла РТ 100 1934 года была всего 345 рейхсмарок. RT 125 1939 года стоил 425 рейхсмарок и был доступен только в чёрном цвете.

### Модели вермахта
В 1941 году RT 125 ставится на вооружение германского вермахта в больших количествах.
В 1943 году выходит версия с небольшими изменениями для военных под названием RT 125-1, также известный как RT 125 n.A. (RT 125 neuere Ausführung — новая версия). Среди изменений в РТ 125-1 крупные ёмкости с военной крышкой бака, вихревой воздушный фильтр, полностью изготовленный из чугуна двигатель, краска тёмно-жёлтого или оливкового цвета. Мотоцикл был очень лёгким (пустой вес 91 кг) и маневренным, но достаточно мощным. До конца войны вермахт получил около 12 000 транспортных средств.

## Копии мотоцикла DKW RT 125

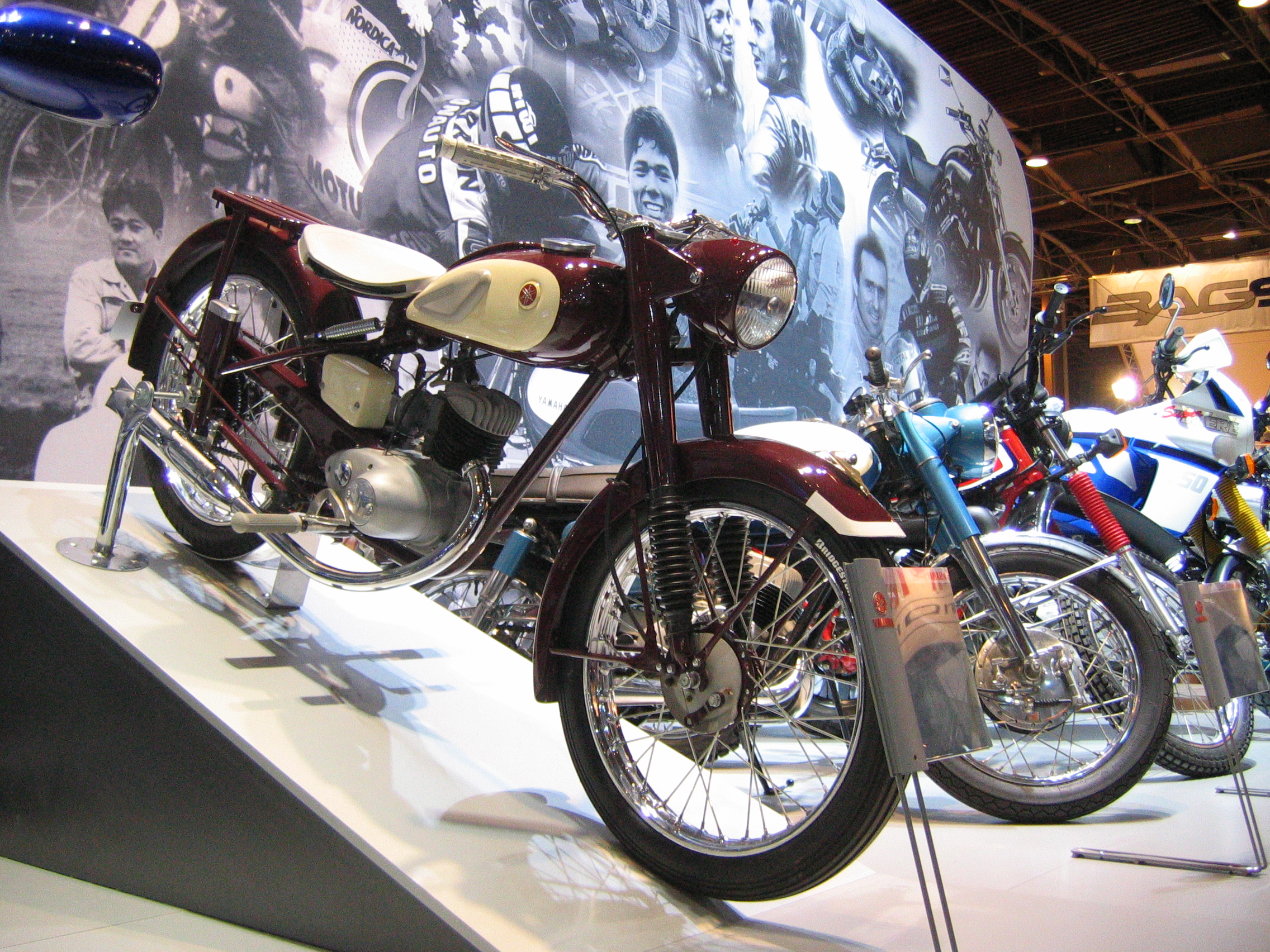
Yamaha YA-1 1956 г, копия RT 125

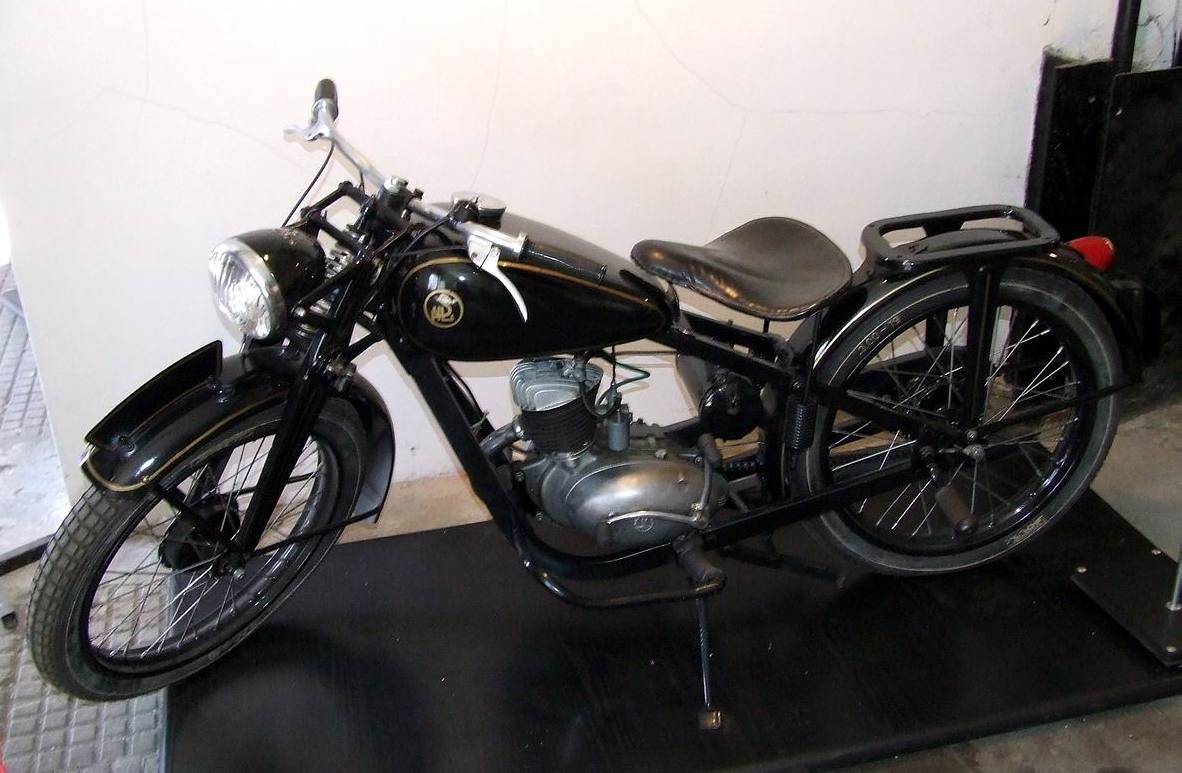
Польский SHL M04 (1948—1952 гг.)

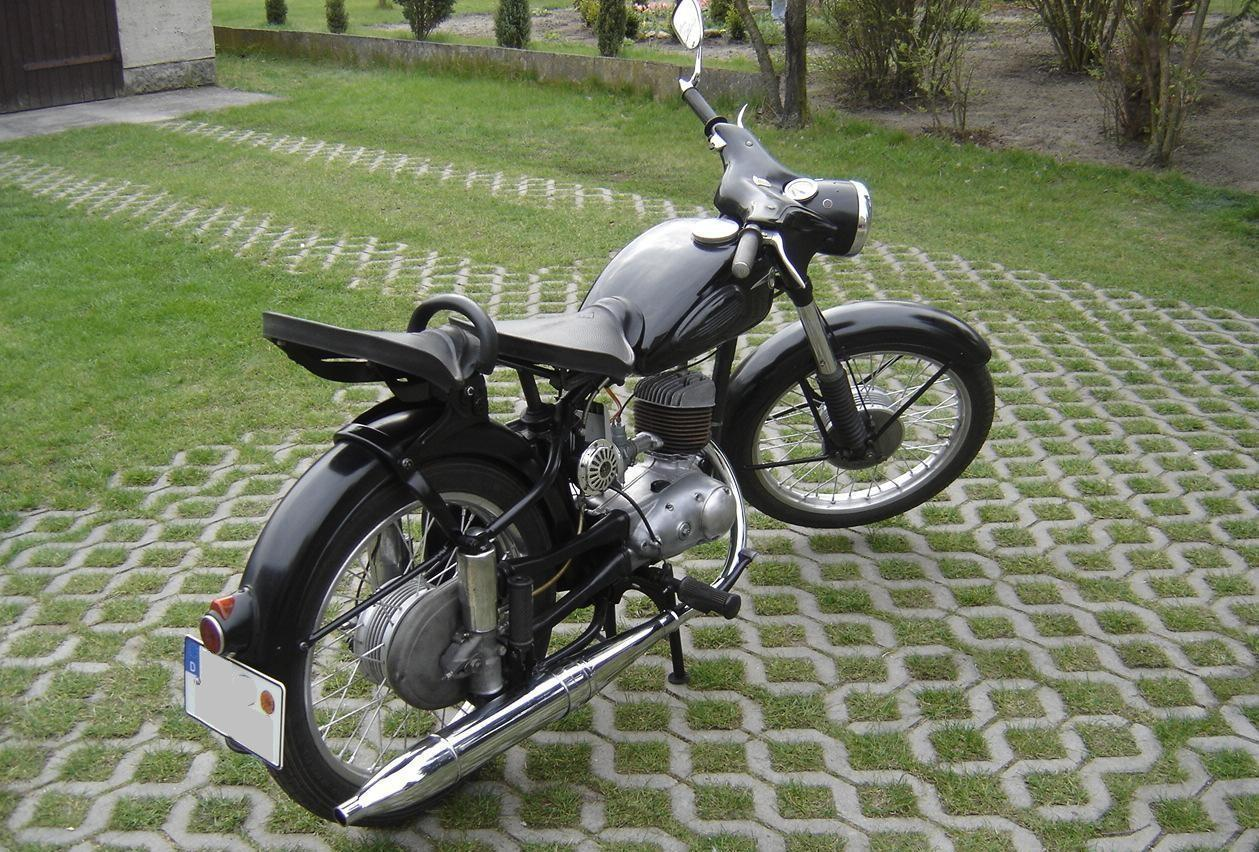
M.Z. (RT) 125/3 1961 года

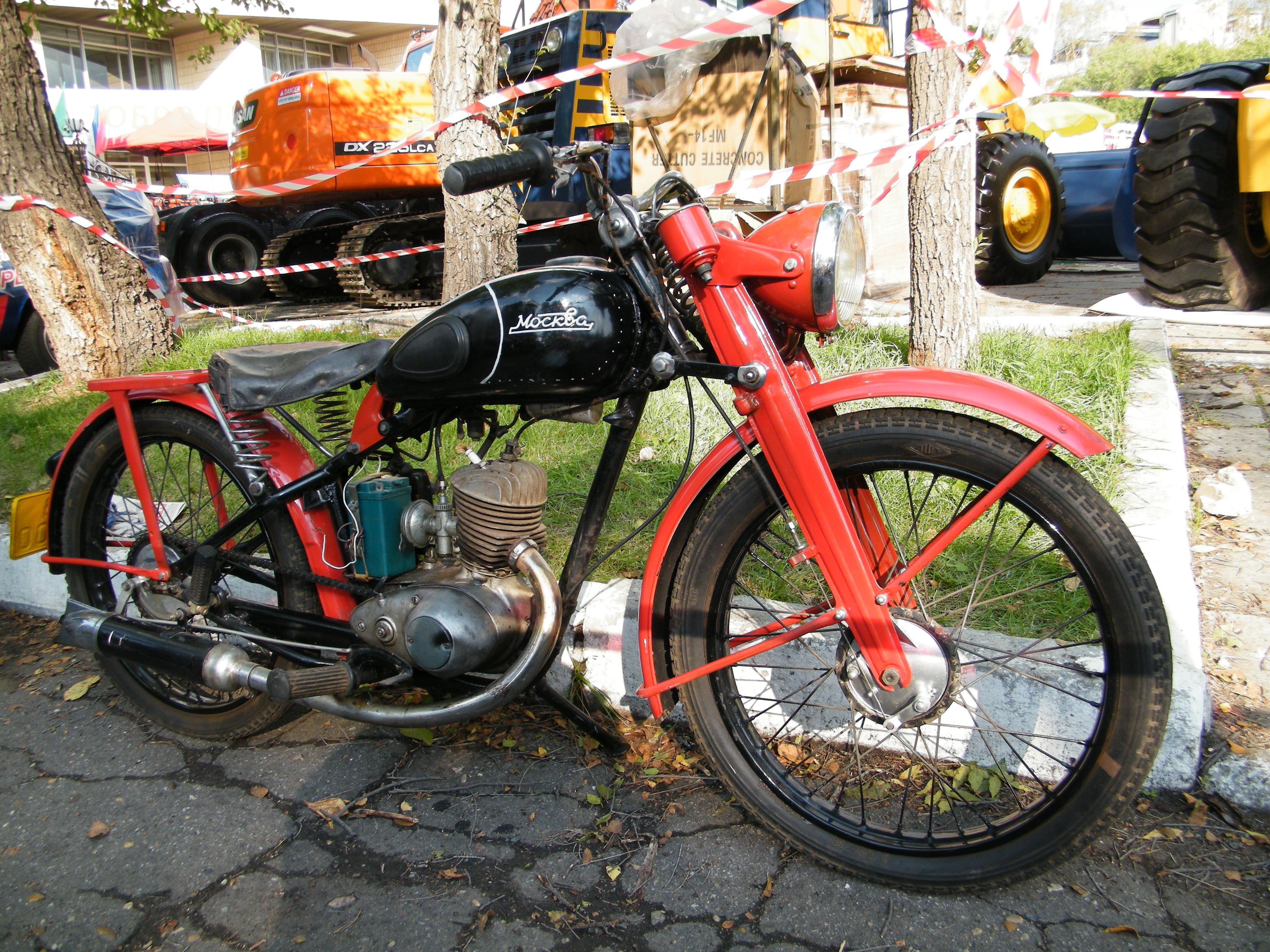
Мотоцикл «Москва» М1А

RT 125, вероятно, наиболее копируемый мотоцикл всех времён.
- СССР — После Второй мировой войны СССР принял чертежи, инструменты и даже несколько десятков сотрудников в качестве военных репараций (Право на воспроизведение получили США, Великобритания и СССР). Они были переданы на Московский мотоциклетный завод (модель М1А), позже производство передано на ММВЗ (модель М1А и модель М1М — см. мотоциклы «Минск») и Ковровский мотоциклетный завод. На заводе ЗиД по немецким чертежам выпускались модели К-125, после модернизации — К-55 и К-58 (см. мотоциклы «Ковровец»).
- ГДР — с 1949 года производство «стодвадцатьпятки» продолжалось на преемнике завода DKW — комбинате IFA (с 1956 года оно переименовано в MZ).
- Польша — с 1939 года компанией WSK выпускалась модифицированная версия RT125 — RT175. Копии 125 RT изготавливали фирма SHL (модели M02, M03 и M04), Sokół (модель 125) и WSK (модель M06).
- Индия — модель Rajdoot компании Escord
- Великобритания — Уже во время Второй мировой войны компанией Royal Enfield[англ.] были скопированы RT 100 и RT 125. Позже чертежи RT 125 стали основой BSA Bantam. «BSA-D1» (1948—1951 гг.) представлял собой зеркальную копию немецкого мотоцикла: цепь задней передачи и генератор находилась не справа, а слева, механизм переключения передач и кикстартер перекочевал на правую сторону.
- США — Чертежи RT 125 сформировали основу мотоцикла Harley-Davidson «Hummer» (1959—1960 гг.).
- Япония — Yamaha скопировала 125 RT в основу Yamaha YA-1 (1954—1956 гг.). Отличительной чертой Yamaha YA-1 была телескопическая передняя вилка и четырёхступенчатая коробка передач. Именно «Красной стрекозе» (так прозвали мотоцикл в Японии) Yamaha обязана своими первыми спортивными победами.
- Италия — Moto Morini скопировала 125 RT в основу 125 Turismo (1946—1953 гг.)
- Венгрия — завод Csepel (модель 125-сс 1947—1954 гг.).